# فجه (روستا)
 فجه  (در عربی:  الفَجَة )
نام روستایی است در عزلهٔ (بنی عوید) ناحیهٔ (سحار)، در دهستان فَروَة از توابع استان صَعده در کشور یمن در شبه جزیره عربستان. 

## جمعیت
جمعیت آن (۲۴۲ ) نفر (۱۸ خانوار) می‌باشد.